# Klatka skandalu
Klatka skandalu – piąty album wydany przez Tomasza Żółtko.

## Lista utworów
| 1.  | "Ekowołanie"                          | 6:16  |
|     |                                       |       |
| 2.  | "Kochaj mnie i dotykaj"               | 5:25  |
|     |                                       |       |
| 3.  | "Wyzwanie szczytów"                   | 6:18  |
|     |                                       |       |
| 4.  | "Zasypianka dla nadwrażliwych smoków" | 1:37  |
|     |                                       |       |
| 5.  | "Marzenie jednego z Polaków"          | 7:39  |
|     |                                       |       |
| 6.  | "Mężczyzna jakiejś kobiety"           | 7:16  |
|     |                                       |       |
| 7.  | "Życie od nowa"                       | 5:44  |
|     |                                       |       |
| 8.  | "Bliżej, o bliżej"                    | 3:28  |
|     |                                       |       |
| 9.  | "Klatka skandalu"                     | 5:44  |
|     |                                       |       |
| 10. | "Wyznanie głośniejsze od wstydu"      | 3:01  |
|     |                                       |       |
|     |                                       | 52:28 |
|     |                                       |       |

## Muzycy
- Tomasz Żółtko – gitara akustyczna, śpiew, efekty specjalne
- Jerzy Szarecki – trąbka, wind midi controller wx 7, syntezatory, instrumenty perkusyjne, efekty specjalne
- Mirosław Dyka – gitara elektryczna
- Cezary Borowski – efekty specjalne
- Cieszysława Cieślar – efekty specjalne